# Hronská Breznica
Hronská Breznica (in tedesco Bresnitz, in ungherese Garamberzence) è un comune della Slovacchia facente parte del distretto di Zvolen, nella regione di Banská Bystrica.